# Charlotte Yonge
Charlotte Mary Yonge (Otterbourne, Hampshire, Anglaterra, 11 d'agost de 1823 - 24 de maig de 1901) va ser una novel·lista anglesa, prolífica autora de veritables best-sellers en el seu temps.
Yonge va néixer en una família molt religiosa i és denominada sovint "la novel·lista del Moviment d'Oxford", que pretenia provocar un retorn de l'Església d'Anglaterra als ideals de l'Església Alta (o High Church) anglicana de finals del segle xvii. Les seves novel·les freqüentment reflecteixen els valors i els problemes de l'anglocatolicisme.
Va començar a escriure el 1848, i durant la seva vida va publicar més de cent obres, principalment novel·les. El seu primer èxit comercial fou The Heir of Redclyffe ('L'hereu de Redclyffe', 1854), amb la qual feia atractiva la bondat del protagonista en el context d'una còmoda vida victoriana.
Yonge també va ser fundadora i editora durant quaranta anys de la revista The Monthly Packet, la qual tenia un públic molt variat, encara que s'enfoqués envers les noies anglicanes britàniques.
Entre les seves obres més conegudes hi ha The Heir of Redclyffe, Heartsease i The Daisy Chain. A Book of Golden Deeds és una col·lecció d'històries de coratge i sacrifici propi. També va escriure Cameos from English History, Life of John Coleridge Patteson: Missionary Bishop of the Melanesian Islands i Hannah More. El seu llibre History of Christian Names ('Història dels noms cristians') va ser descrit com "el primer intent seriós d'abordar el tema" i com a obra estàndard de noms —malgrat la seva escassetat de detalls etimològics— en el prefaci de la primera edició del The Oxford Dictionary of English Christian Names de 1944.
Encara que la major part de les obres de Yonge estan esgotades, durant la seva vida va ser admirada i respectada per notables figures literàries com Alfred Tennyson i Henry James, i influenciada per William Morris i D. G. Rossetti. Graham Greene cita gran part de The Little Duke (1897) en la seva novel·la de 1943 The Ministry of Fear. En Donetes, Louisa May Alcott escriu que Jo March "menja pomes i plora sobre The Heir of Redclyffe".
L'exemple que donava i la seva influència sobre la seva fillola, Alice Mary Coleridge, va establir un paper formatiu en l'educació de les dones impartida per Coleridge i, indirectament, va portar a la fundació de l'escola per a nenes Abbots Bromley.
Després de la seva defunció, la seva amiga, assistent i col·laboradora Christabel Coleridge va publicar l'obra biogràfica Charlotte Mary Yonge: her Life and Letters (1903).

## Obres
- The Heir of Redclyffe (1854)
- Heartsease (1854)
- The Lances of Lynwood (1855)
- The Daisy Chain (1856)
- A History of Christian Names (1863, revisada el 1884)
- A Book of Golden Deeds (1864)
- The Dove in the Eagle's Nest (1866)
- Life of John Coleridge Patteson (1873)
- The Victorian Half Century (1887)
- Hannah More (1888)
- A Story of Mission Work in China (1900)